# Song Ok-sook
Song Ok sook (14 de agosto de 1960) es una actriz surcoreana. 

## Biografía
Es profesora a tiempo completo en el Departamento de Artes de cine en el Instituto de Medios de comunicación y Artes Dong-Ah desde el año 2005.
También es una defensora de la adopción.

## Carrera
Es miembro de la agencia "Great Company".
Ha participado como personaje de reparto en numerosos dramas, incluyendo Sonata de invierno, Beethoven Virus, More Charming by the Day, y Missing You.
En abril del 2019 se unió al elenco recurrente de la serie Special Labor Inspection Team donde interpretó a Choi Seo-ra.
En julio del mismo año se anunció que se había unido al elenco recurrente de la serie Catch the Ghost.

## Filmografía

### Serie de televisión
| Año     | Título                                                               | Red  | Ref.        |
| ------- | -------------------------------------------------------------------- | ---- | ----------- |
| 1984    | MBC Bestseller Theater - "The Story of a Woman Like a Small Octopus" |      |             |
| 1984    | You                                                                  |      |             |
| 1984    | MBC Bestseller Theater "Unruly Child"                                |      |             |
| 1984    | MBC Bestseller Theater "Sa-ra's Tears"                               |      |             |
| 1985    | MBC Bestseller Theater "Divorce Party"                               |      |             |
| 1985    | MBC Bestseller Theater - "Wildflowers in the Wind"                   |      |             |
| 1985    | A Human Land                                                         |      |             |
| 1986    | MBC Bestseller Theater "Wind"                                        |      |             |
| 1991    | We Are Middle Class                                                  | KBS2 |             |
| 1992    | Small Town                                                           | SBS  |             |
| 1993    | Good Morning Yeongdong!                                              |      |             |
| 1997    | Beautiful Woman                                                      | SBS  |             |
| 1998    | The Great King's Road                                                | MBC  |             |
| 1998    | For Love                                                             |      |             |
| 1999    | Magic Castle                                                         | KBS2 |             |
| 2002    | Winter Sonata                                                        | KBS2 |             |
| 2002    | Man of the Sun, Lee Je-ma                                            | KBS2 |             |
| 2002    | Glass Slippers                                                       | SBS  |             |
| 2003    | The Bean Chaff of My Life                                            | MBC  |             |
| 2003    | Drama City "To William"                                              | KBS2 |             |
| 2003    | First Love                                                           | SBS  |             |
| 2004    | Drama City - "Cherry Blossom Daughter-in-law"                        | KBS2 |             |
| 2005    | Drama City "Fox, Fox"                                                | KBS2 |             |
| 2005    | 5th Republic                                                         | MBC  |             |
| 2005    | Fashion 70's                                                         | SBS  |             |
| 2005    | Only You                                                             | SBS  |             |
| 2005    | MBC Best Theater - "Crying in the Glow of Sunset"                    | MBC  |             |
| 2005    | Love Needs a Miracle                                                 | SBS  |             |
| 2005    | TV Novel "Hometown Station"                                          | KBS1 |             |
| 2006    | Hello God                                                            | KBS2 |             |
| 2006    | My Lovely Fool                                                       | SBS  |             |
| 2006    | Jumong                                                               | MBC  |             |
| 2006    | My Beloved Sister                                                    | MBC  |             |
| 2007    | Love Isn't Stop                                                      |      |             |
| 2007    | Witch Yoo Hee                                                        | SBS  |             |
| 2007    | Fly High                                                             | SBS  |             |
| 2007    | Belle                                                                | KBS1 |             |
| 2007    | Cruel Love                                                           | KBS2 |             |
| 2008    | Woman of Matchless Beauty, Park Jung-geum                            | MBC  |             |
| 2008    | Wanted: Son-in-Law                                                   | SBS  |             |
| 2008    | Don't Ask Me About the Past                                          | OCN  |             |
| 2008    | Hometown of Legends - "Curse of the Sajin Sword"                     | KBS2 |             |
| 2008    | Beethoven Virus                                                      | MBC  |             |
| 2008    | Innocent You                                                         | SBS  |             |
| 2009    | Can Anyone Love?                                                     | SBS  |             |
| 2009    | Queen Seondeok                                                       | MBC  |             |
| 2009    | Smile, You                                                           | SBS  |             |
| 2009    | Son of Man                                                           | KBS2 |             |
| 2010    | Pasta                                                                | MBC  |             |
| 2010    | More Charming by the Day                                             | MBC  |             |
| 2010    | Daemul                                                               | SBS  |             |
| 2011    | The Thorn Birds                                                      | KBS2 |             |
| 2011    | While You Were Sleeping                                              | SBS  |             |
| 2011    | Deep Rooted Tree                                                     | SBS  |             |
| 2011    | Brain                                                                | KBS2 |             |
| 2011    | What's Up?                                                           | MBN  |             |
| 2012    | Rooftop Prince                                                       | SBS  |             |
| 2012    | Bridal Mask                                                          | KBS2 |             |
| 2012    | I Like You                                                           | SBS  |             |
| 2012    | Seoyoung, My Daughter                                                | KBS2 |             |
| 2012    | Missing You                                                          | MBC  |             |
| 2013    | Ugly Alert                                                           | SBS  |             |
| 2013    | Goddess of Fire                                                      | MBC  |             |
| 2014    | Big Man                                                              | KBS2 |             |
| 2014    | Only Love                                                            | SBS  |             |
| 2014    | Fated to Love You                                                    | MBC  |             |
| 2014    | Drama Festival "Lump in My Life"                                     | MBC  |             |
| 2014    | Punch                                                                | SBS  |             |
| 2015    | House of Bluebird                                                    | KBS2 |             |
| 2015    | Queen's Flower                                                       | MBC  |             |
| 2016    | Five Enough                                                          | KBS2 |             |
| 2016    | 38 Revenue Collection Unit                                           | OCN  |             |
| 2017    | Missing Nine                                                         | MBC  |             |
| 2017    | My Father Is Strange                                                 | KBS  |             |
| 2019    | Special Labor Inspection Tea                                         | MBC  |             |
| 2019    | Catch the Ghost                                                      |      |             |
| 2020-21 | If You Cheat, You Die                                                | KBS2 |             |
| 2022    | It's Beautiful Now                                                   | KBS2 |             |
| 2024    | Dog Knows Everything                                                 | KBS2 | [ 8 ] [ 9 ] |

### Cine
| Año  | Título                        |
| ---- | ----------------------------- |
| 1973 | A She-Sailor                  |
| 1985 | Mother                        |
| 1986 | Dan Martial Arts              |
| 1986 | Hero's Love Song              |
| 1990 | I Stand Up Every Day          |
| 1990 | Oseam                         |
| 1992 | Walking All the Way to Heaven |
| 1995 | A Hot Roof                    |
| 1996 | Farewell My Darling           |
| 1996 | Kill the Love                 |
| 1997 | Sky Doctor                    |
| 1998 | Spring in My Hometown         |
| 1999 | The Harmonium in My Memory    |
| 2000 | Just Do It!                   |
| 2001 | Summertime                    |
| 2001 | My Sassy Girl                 |
| 2001 | I Love You                    |
| 2001 | Ray-Ban                       |
| 2003 | The First Amendment of Korea  |
| 2003 | Garden of Heaven              |
| 2003 | Eunjangdo (Silver Knife)      |
| 2010 | Happy Killers                 |
| 2010 | Grand Prix                    |
| 2017 | Autumn Sonata                 |